# Bonda (Adelsgeschlecht)

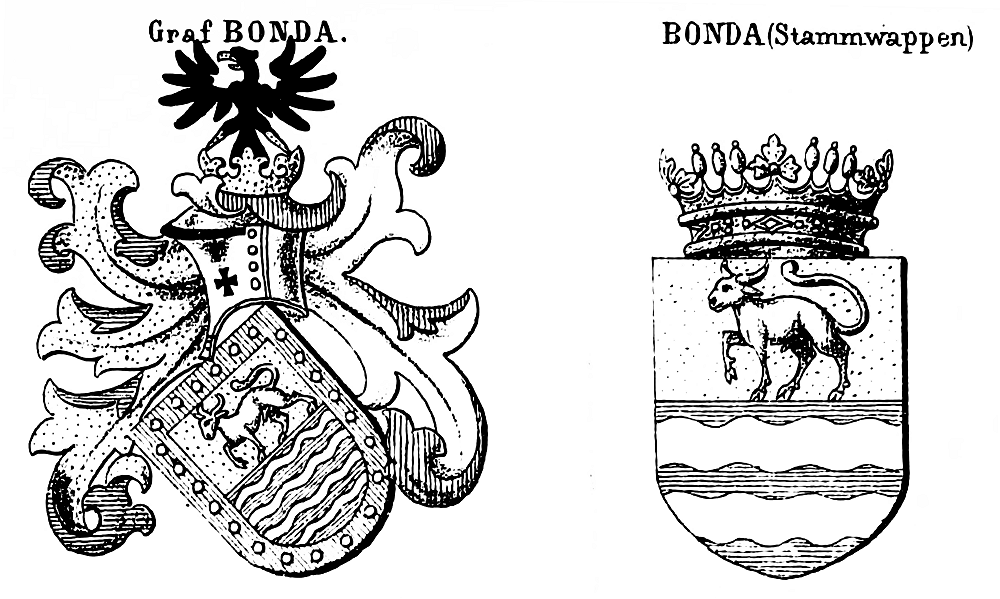
Wappen derer von Bonda

Die Familie Bonda (kroatisch) ist ein römisch-katholisches, altes Patriziergeschlecht aus der Stadt Dubrovnik, Republik Ragusa (vormals Lecce, Ancona & Venedig), aus dem Marino de Giorgi (kroatisiert in Juric/Juricii; siehe Linie de Bona, Linie de Georgi & Linie de Bonda usw.), Sohn des Orsato de Giorgi und der Maddalena de Bonda, Erbtochter aus gleichfalls altem Anconaer, bzw. Ragusaner Patriziergeschlecht hervorgingen. Die Familie besitzt das Primogenitur-Fideikommiss Tudisi-Bonda & de Georgi (Juric).
In Dubrovnik wurde das Adelsgeschlecht erstmals im Jahr 1190 erwähnt.
Österreichische Adelsbestätigung: Wien 1. Dezember 1817 (für den vorgenannten Marino de Bonda). 
Österreichischer Grafenstand: Wien 27. Januar 1857 (für dessen Sohn Orsato de Bonda, K.K. Kämmerer). 

## Genealogie
1. Orsato Graf von Bonda, *..21. Aug. 1812, † Pridvorie 2. Dez. 1874 00 Ragusa 17. März 1839 mit Maria Gräfin Bosdari * Ragusa 13. Juni 1815, † 13. Okt. 1902. 
  1. Marino * Ragusa 9. Jan. 1840, † Wien 24. März 1902 ⚭ Lemberg 1. Febr. 1877 mit Maria Helene von Romaszkan, * Burakówka 10. Sept. 1856, Herrin auf Burrkówka etc. 
    1. Marie-Josephine * Wien 28. Sept. 1878; ⚭ Wien 20. April 1910 mit Anton Ritter Tarnawa von Malczewski (...)
    2. Maria-Malwina * Trient 10. April 1880; ⚭ Wien 8. Jan. 1901 mit Felix Ritter Cienski von Cienie (...)

  2. Maria-Malwina, * Ragusa 21. Dez. 1846; ⚭ Ragusa 19. Okt. 1869 mit Joseph Dorotka von Ehrenwall, † Ragusa 17. Dez. 1897.
  3. Jvanka, * Ragusa 10. Mai 1855; ⚭ .. 24. April 1882 mit Johann Graf Bosdari, † Rom 3. Dez. 1900[/b]

Wappen der Bonda

## Wappen
- Das redende Stammwappen (bue = Ochse, onda = Welle) ist geteilt, oben in Gold ein roter Ochse, unten in Blau zwei silberne Wellenbalken.
- Das Wappen von 1857 ist geteilt, oben in Gold ein schreitender silberner Ochse, unten in Blau vier silberne Wellenbalken. Den Schild umgibt ein mit dreiundzwanzig silbernen Nägeln beschlagener roter Rand. Auf dem Helm mit rechts blau-goldenen, links rot-silbernen Decken ein gold-bewehrter schwarzer Adler.